# Lwów i Wilno

Mapa przedstawiająca tereny utracone na rzecz Związku Radzieckiego po II wojnie światowej (tereny oznaczone na szaro).

Lwów i Wilno – emigracyjny tygodnik polityczno-kulturalny wydawany w latach 1946–1950 w Londynie, poświęcony problematyce przedwojennych polskich ziem wschodnich; redaktorem naczelnym tygodnika był Stanisław Mackiewicz.
Na łamach tygodnika opowiadano się za powrotem Kresów Wschodnich w granice Polski, sprzeciwiając się jednocześnie ustalonemu w Jałcie porządkowi politycznemu i terytorialnemu powojennej Europy. Publicyści prezentowali też krytyczne stanowisko wobec polityki mocarstw zachodnich w stosunku do Polski w okresie II wojny światowej i tuż po niej. Tygodnik podejmował również tematy życia politycznego polskiej emigracji. Ponadto Lwów i Wilno był związany z działającymi na emigracji organizacjami skupiającymi osoby związane z Kresami. Na łamach czasopisma prócz S. Mackiewicza swoje teksty publikowali m.in. Józef Mackiewicz, Michał Kryspin Pawlikowski, Władysław Studnicki i Wacław Zbyszewski.